# Fluorescentie

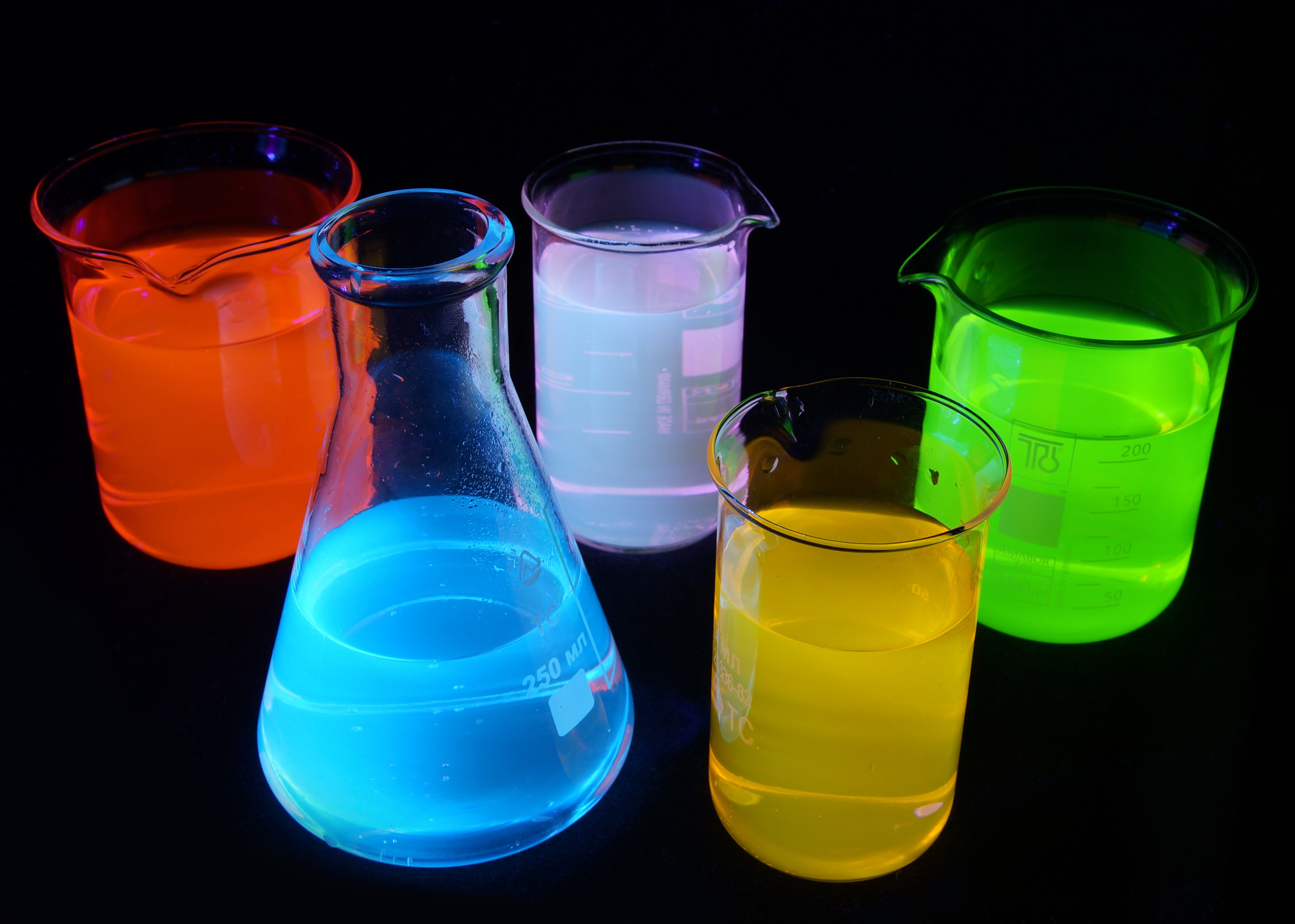
Oplossingen van verschillende fluoroscente stoffen

Fluorescentie is een bijzonder geval van luminescentie. Het is een natuurkundig verschijnsel waarbij een atoom of molecuul een hoog-energetisch foton absorbeert, waardoor een elektron in een geëxciteerde toestand belandt en vervolgens terugvalt naar de grondtoestand. Daarbij wordt straling uitgezonden die meestal een lagere energie heeft dan het hoog-energetisch foton door relaxatie en thermische verliezen. Hierdoor kan onzichtbaar UV-licht worden omgezet in zichtbaar licht. Bijvoorbeeld: Het hoog-energetisch foton, UV-licht, wordt geabsorbeerd (absorptie) en dan kan door fluorescentie groen, zichtbaar licht worden uitgezonden (emissie).
Het begrip fluorescentie is afkomstig van fluoriet: een mineraal dat bestaat uit het zout calciumfluoride (CaF2), een bekende fluorescerende stof.

## Soorten fluorescentie

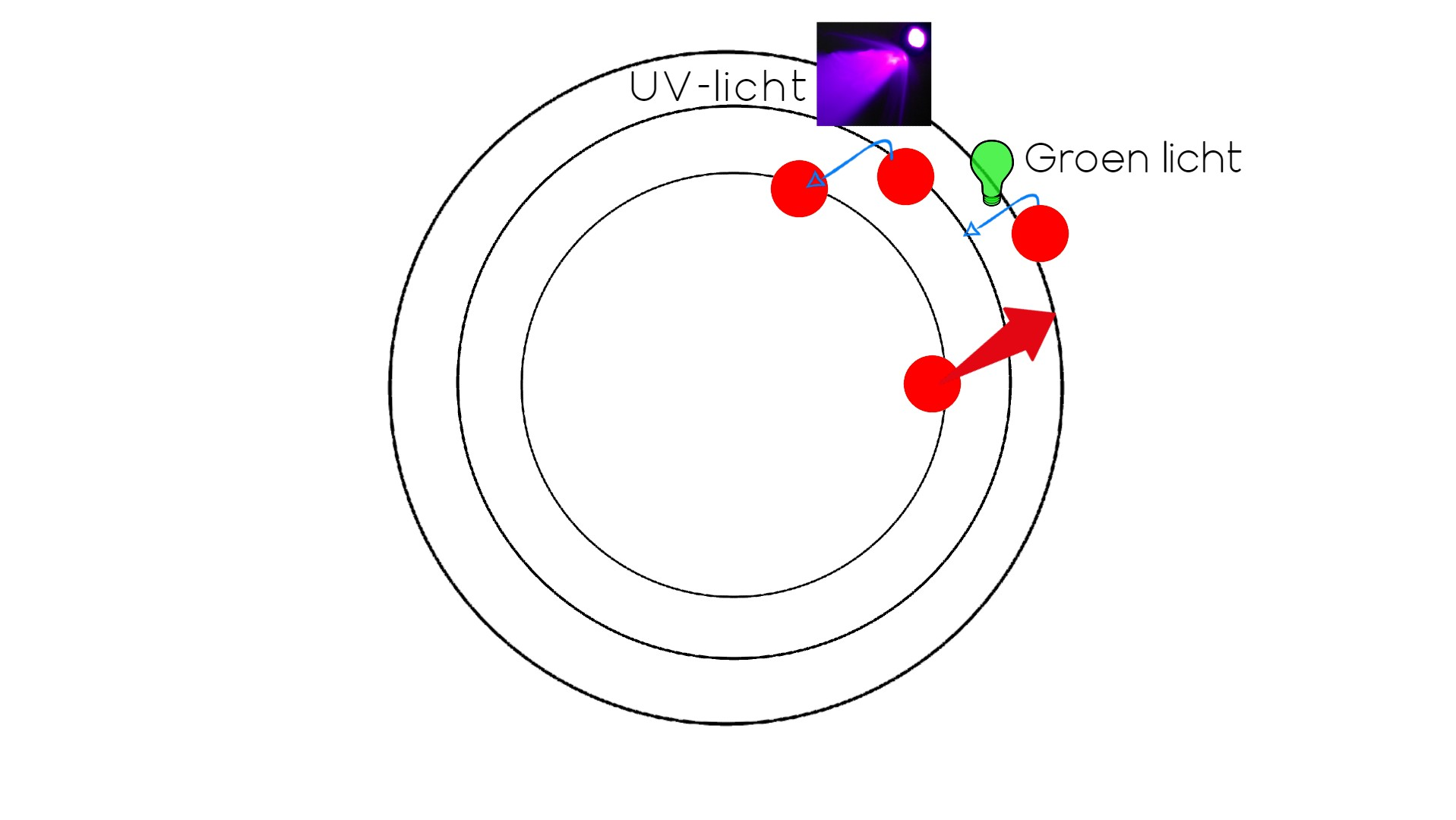
Elektronen exciteren en vallen terug naar hun grondtoestand.

Fluorescentie in het gebied van ultraviolette straling en zichtbaar licht wordt veroorzaakt door aangeslagen toestanden van een elektron in een atoom: de energieverschillen tussen de elektronenbanen van de bindingselektronen zijn daar in de orde van enkele elektronvolts (eV). Een kleine verandering in het atoom zal de energieniveaus een klein beetje veranderen, en daardoor ook de golflengte waarbij de fluorescentie plaatsvindt. Deze effecten kunnen worden gebruikt om de moleculen te identificeren.
Ook voor röntgenstraling kan fluorescentie (röntgenfluorescentie) optreden, maar hier betreft het de binnenste, meest hecht gebonden elektronen van zwaardere atomen. De energieverschillen zijn daar van de orde van enkele tot tientallen keV. Deze energieniveaus veranderen niet meetbaar als het atoom in een molecuul wordt opgenomen, dus kunnen deze fluorescentieverschijnselen worden gebruikt om de soorten atomen waaruit een monster bestaat te bepalen, onafhankelijk van de chemische bindingen. Deze techniek heet röntgenfluorescentiespectrometrie.

## Toepassing
Er zijn zowel vrij in de natuur voorkomende als gesynthetiseerde materialen met fluorescerende eigenschappen. De bekendste voorbeelden zijn de tl-buis en de spaarlamp. Hierbij wordt ultraviolette straling opgewekt door een elektrische ontlading in een verdund gas in een buis. Vervolgens zal dit uv-licht door een poeder, dat is aangebracht op de binnenkant van de buis, omgezet worden in zichtbaar licht. Dergelijke poeders worden vaak fosfors genoemd hoewel ze geen fosfor bevatten.
Hetzelfde principe wordt gebruikt bij het controleren van de echtheid van bankbiljetten. Hierbij zijn de bankbiljetten voorzien van fluorescerende stoffen, die met behulp van een uv-lamp zichtbaar kunnen worden gemaakt.
Verder worden fluorescerende kleuren gebruikt in kleding die in het verkeer moet opvallen (de oranje vesten van wegwerkers), en in gele, groene en oranje stiften om tekst te markeren. Doordat dergelijke kleuren kortgolvig blauw licht omzetten in kleuren met langere golflengten, lijken ze onder sommige belichtingsomstandigheden (disco, uv-licht) inderdaad zelf licht te geven. (Onder een uv-lamp, ook wel blacklight genoemd, lijken tanden soms groen.) Ook optische witmakers in wasmiddelen zetten uv-licht in blauw zichtbaar licht om door fluorescentie.
Tijdens sommige chemische reacties kan ook luminescentie optreden. Een bekend voorbeeld is een oxidatie van luminol, waarbij een zuurstofatoom tijdelijk in een aangeslagen toestand wordt gebracht. De reactie van luminol is geen fluorescentie maar chemoluminescentie.
Bij fluorescentiemicroscopie worden fluorescente proteïnen (o.a. Green Fluorescent Protein (GFP)) gebruikt bij onder andere DNA-onderzoek. Deze techniek heet FISH: fluorescentie-in-situhybridisatie. Fluorescerende pigmenten gevormd door eiwitten komen van nature voor in sommige soorten kwallen (Aequorea victoria) en koralen (Discosoma). Deze zeedieren absorberen het schadelijke blauw of ultraviolet licht en nemen een deel van de energie daaruit op. De rest zenden ze terug in de vorm van langere, zichtbare golflengtes zoals rood of groen licht. Door deze natuurlijke vorm van 'zonnebrandbescherming' kunnen zij goed gedijen in ondiep oceaanwater. Dit natuurlijke verschijnsel wordt biofluorescentie genoemd.
Dankzij genetische modificatie is het mogelijk om ook andere dieren fluorescerende eigenschappen te geven. Het bekendste voorbeeld hiervan is de nachtparel (fluorescerende aquariumvis) die sinds 2003 in Taiwan verkocht wordt.
Fluorescentie moet worden onderscheiden van fosforescentie, het verschijnsel dat een stof na te zijn belicht in het donker nog een poos blijft nalichten. Dit wordt onder andere gebruikt in verf op de wijzers van klokken.